# Fish Fillets

Logo opensource verze Fish Fillets NG

Fish Fillets je logická počítačová hra z roku 1997, vydaná 7. dubna, od společnosti Altar Games.

## Princip hry
Úkolem hráče je dostat dvě ryby ven z místnosti pomocí promyšleného přesouvání předmětů, ale existují také místnosti (vždy poslední z každé větve), kde je úkolem hráče dostat ven nějaký předmět. Jedna z ryb je malá, oranžová, ženského pohlaví. Její výhodou je právě její malá velikost, díky které se dostane i do stísněných prostorů. Velká, modrá ryba mužského pohlaví zase dokáže zvedat ocelové válce. Mezi rybami je nutno přepínat a spolupracovat s nimi. Hra se odehrává ve čtvercové síti, ve které platí gravitace, tudíž předměty padají dolů. Pokud se padající předmět setká s rybou, ta zemře a místnost je třeba řešit od začátku (až na výjimky). Ryby zpříjemňují hru různými vtipnými hláškami.
Při vydání hry byla také uspořádána soutěž o počítač pro prvního úspěšného řešitele.

## Fish Fillets – Next Generation
ALTAR uvolnil v prosinci 2002 hru jako freeware a v březnu 2004 i její zdrojové soubory pod GNU/GPL licencí. Toho se chytli bratři Ivo a Pavel Danihelkové a hru přepsali. Hra je nyní napsaná v C++, používá SDL knihovny, Lua skripty, grafika byla z BMP převedena do PNG, zvuk z WAV do OGG, takže je výsledná hra mnohem menší (300 MB → 150 MB). Původní hra byla určena pro operační systém Microsoft Windows, po přepsání je hra portována i na Linux, BSD, Mac OS a další. Tento port však není dlouhodobě udržován a například Android verze je smazaná z Google Play.

## Fish Fillets II
Fish Fillets II je logická hra z roku 2007, vydána 6. března, taky od společnosti Altar Games. Vyšla jako volné pokračování a kromě rybích agentů Maxe Floundera a Tiny Guppyové, kteří jsou inspirováni seriálem Akta X, se ve hře vyskytují i další postavy, za které hráči mohou hrát ve vodě i nad vodou. Na českém dabingu se podíleli herci, kteří dabovali i zmíněný seriál.